# Reyer Venezia 1987-1988
Questa voce raccoglie le informazioni riguardanti la Reyer Venezia nelle competizioni ufficiali della stagione 1987-1988

## Stagione
La Reyer Venezia con sponsor Hitachi conclude il campionato regolare finendo all'11º posto su 16 squadre. Successivamente deve disputare i play-out salvezza, le viene assegnato il girone verde assieme a Fabriano, Firenze, Pavia, Forlì e Pistoia. Finisce i play-out al primo posto del girone verde guadagnandosi la salvezza e il diritto di restare in serie A1.

## Roster
- Ratko Radovanović
- Loris Barbiero
- Roberto Nicoletti
- Massimo Guerra
- Andrea Gianolla
- Tullio De Piccoli
- Sandro Brusamarello
- Drazen Dalipagić
- Fabio Bortolini
- Massimo Clivo Righi
- Massimo Valentinuzzi
- Sandro Brusamarello
- Andrea Gollessi
- Allenatore: Petar Skansi[1]
- Vice allenatore: